# الا وانانن
الّا وانهانن (انگلیسی: Ella Vanhanen؛ زادهٔ ۱۵ سپتامبر ۱۹۹۳) بازیکن فوتبال اهل فنلاند است.

وی همچنین در تیم‌های ملی فوتبال Finland women's national under-19 football team و زنان فنلاند بازی کرده‌است.